# Himouto! Umaru-chan
Himouto! Umaru-chan (干物妹！うまるちゃん?, Himōto! Umaru-chan) è un manga seinen scritto e disegnato da Sankaku Head, serializzato sulla rivista Weekly Young Jump di Shūeisha dal 14 marzo 2013 al 9 novembre 2017. Una versione alternativa era stata serializzata in precedenza sul Miracle Jump nel 2012. Un adattamento anime, prodotto da Doga Kobo, è stato trasmesso in Giappone in due stagioni tra l'8 luglio 2015 e il 24 dicembre 2017. Un videogioco basato sulla serie, prodotto da FuRyu, è stato pubblicato il 3 dicembre 2015. La parola himōto, presente nel titolo, deriva dall'unione dei termini himono (干物? lett. "pesce secco") e imōto (妹? lett. "sorellina").

## Trama
Umaru Doma è una studentessa liceale che vive insieme a suo fratello maggiore Taihei. Sebbene a scuola sia bella, intelligente e talentuosa, appena torna a casa si trasforma in una perdigiorno che non fa altro che riposarsi, giocare ai videogiochi, mangiare patatine e snack e dipendere completamente dal fratello. Grazie alla sua personalità stringerà amicizia con due sue compagne di classe di nome Kirie Motoba e Sylphynford Tachibana.

## Personaggi

Umaru in versione super deformed

Umaru Doma (土間 うまる?, Doma Umaru)
Doppiata da: Aimi Tanaka
La protagonista della serie, ossia una studentessa liceale apparentemente perfetta che a casa cambia personalità, indossando vestiti a forma di animali, comportandosi in maniera pigra, mangiando cibo spazzatura e passando il tempo a giocare ai videogiochi, guardare anime o leggere manga. In queste occasioni viene raffigurata in maniera super deformed e più tardi, dopo essere stata beccata da una sua compagna di classe, si definirà Komaru (la sorella minore di Umaru). Vive con suo fratello maggiore Taihei e ogni tanto va a divertirsi alle sale giochi, dove è nota con le sue iniziali UMR.
Taihei Doma (土間 タイヘイ?, Doma Taihei)
Doppiato da: Kenji Nojima
Il fratello maggiore di Umaru che è un impiegato di un'azienda. Vive in un appartamento insieme a sua sorella ed, essendo a conoscenza della sua strana personalità, cerca sempre di badare a lei.
Nana Ebina (海老名 菜々?, Ebina Nana)
Doppiata da: Akari Kageyama
Un'amica e compagna di classe di Umaru che è molto timida e che vive nell'appartamento sotto il suo. Proviene da Akita e quando si innervosisce finisce per parlare in dialetto. Ha una cotta per Taihei, che è stata la prima persona ad averla guardata negli occhi quando è arrivata a Tokyo, e arrossisce ogni volta che lui le fa i complimenti.
Sylphynford Tachibana (橘・シルフィンフォード?, Tachibana Shirufinfōdo)
Doppiata da: Yurina Furukawa
Una compagna di classe di Nana e Umaru che, essendo molto competitiva, considera quest'ultima la sua rivale negli studi e nelle attività sportive. Stringe amicizia con UMR, senza sapere che la persona che si cela dietro questo acronimo è proprio Umaru.
Kirie Motoba (本場 切絵?, Motoba Kirie)
Doppiata da: Haruka Shiraishi
Una compagna di classe di Umaru che, spinta da una forte ammirazione nei suoi confronti, la fissa continuamente. In realtà è una ragazza molto timida che rivaleggia con Nana per le attenzioni di Umaru. Più tardi diventa amica di Komaru, non sapendo che lei e Umaru sono la stessa persona. Aspira a diventare un'autrice di libri illustrati.
Takeshi Motoba (本場 猛?, Motoba Takeshi)
Doppiato da: Hiroki Yasumoto
Il fratello maggiore di Kirie, noto anche col soprannome di Bomber (ぼんば?, Bonba). Porta i capelli afro ed è un collega di lavoro di Taihei. Conosce Taihei sin dal liceo, ma non è mai stato studioso quanto lui. È invidioso della popolarità di Taihei con le ragazze e quando incontra per la prima volta Komaru ammette che è molto carina. Ogni tanto prova ad interagire con Kirie, ma finisce sempre e soltanto per infastidirla. Dopo aver incontrato Komaru e Nana, diventa molto nervoso e timido.
Alex Tachibana (橘・アレックス?, Tachibana Arekkusu)
Doppiato da: Tetsuya Kakihara
Il fratello maggiore di Sylphynford. È un appassionato di videogiochi che al lavoro fa parte dello stesso gruppo di Taihei. Ha origini tedesche e alcuni suoi parenti vivono in Europa. Più tardi si scopre che alle medie era un hikikomori, ma che poi grazie a Kanau si trasferì in Giappone per frequentare lì un liceo. È a conoscenza della doppia personalità di Umaru.
Kanau Kongō (金剛 叶?, Kongō Kanau)
Doppiata da: Ami Koshimizu
Il capo di Taihei, Bomber ed Alex al lavoro, nonché una vecchia compagna di liceo dei primi due. È la figlia del presidente dell'azienda ed è un anno più giovane di Taihei. È cotta di quest'ultimo e spesso prova a flirtare con lui, cosa che ingelosisce parecchio Umaru. Durante il periodo di Natale si viene a scoprire che è ancora single e che vive da sola.

## Media

### Manga
Pubblicata per la prima volta sul Miracle Jump nel 2012, la serie, scritta e disegnata da Sankaku Head, è stato serializzato sulla rivista Weekly Young Jump di Shūeisha dal 14 marzo 2013 al 9 novembre 2017. I vari capitoli sono stati raccolti in dodici volumi tankōbon, pubblicati tra il 19 settembre 2013 e il 19 dicembre 2017. In America del Nord i diritti sono stati acquistati da Seven Seas Entertainment.

#### Volumi
| Nº | Data di prima pubblicazione | Data di prima pubblicazione | Data di prima pubblicazione |
| Nº | Giapponese                  | Giapponese                  |                             |
| -- | --------------------------- | --------------------------- | --------------------------- |
| 1  | 19 settembre 2013           | ISBN 978-4-08-879706-9      |                             |
| 2  | 19 dicembre 2013            | ISBN 978-4-08-879722-9      |                             |
| 3  | 19 giugno 2014              | ISBN 978-4-08-879861-5      |                             |
| 4  | 19 dicembre 2014            | ISBN 978-4-08-890083-4      |                             |
| 5  | 19 marzo 2015               | ISBN 978-4-08-890175-6      |                             |
| 6  | 19 giugno 2015              | ISBN 978-4-08-890207-4      |                             |
| 7  | 19 ottobre 2015             | ISBN 978-4-08-890268-5      |                             |
| 8  | 18 marzo 2016               | ISBN 978-4-08-890370-5      |                             |
| 9  | 18 novembre 2016            | ISBN 978-4-08-890479-5      |                             |
| 10 | 19 aprile 2017              | ISBN 978-4-08-890630-0      |                             |
| 11 | 19 settembre 2017           | ISBN 978-4-08-890740-6      |                             |
| 12 | 19 dicembre 2017            | ISBN 978-4-08-890821-2      |                             |

### Anime
Annunciato il 18 dicembre 2014 sul Weekly Young Jump di Shūeisha, un adattamento anime, prodotto da Doga Kobo e diretto da Masahiko Ōta, è andato in onda dall'8 luglio al 23 settembre 2015. Le sigle di apertura e chiusura sono rispettivamente Kakushin-teki metamorphose! (かくしん的☆めたまるふぉ〜ぜっ！?, Kakushin-teki metamarufōze) di Aimi Tanaka e Hidamari Days (ひだまりデイズ?) delle SisterS (un gruppo formato da Tanaka, Akari Kageyama, Haruka Shiraishi e Yurina Furukawa). In varie parti del mondo gli episodi sono stati trasmessi in streaming in simulcast, anche coi sottotitoli in lingua italiana, da Crunchyroll, mentre in America del Nord i diritti sono stati acquistati da Sentai Filmworks. Un episodio OAV è stato pubblicato in allegato al decimo volume del manga nella primavera del 2017.
Una seconda stagione anime, intitolata Himouto! Umaru-chan R (干物妹！うまるちゃんR?) e annunciata il 13 aprile 2017 sempre sul Weekly Young Jump di Shūeisha, è andata in onda dall'8 ottobre al 24 dicembre 2017. Le sigle di apertura e chiusura sono rispettivamente Nimensei - Uraomote life! (にめんせい☆ウラオモテライフ！?, Nimensei - Uraomote raifu!) di Tanaka e Umarun taisō (うまるん体操?) delle SisterS. Gli episodi sono stati trasmessi in streaming in simulcast da Sentai Filmworks su Anime Strike negli Stati Uniti e su altre piattaforme digitali altrove.

#### Episodi
| Nº | Titolo italiano Giapponese 「Kanji」 - Rōmaji                                                 | In onda           | In onda |
| Nº | Titolo italiano Giapponese 「Kanji」 - Rōmaji                                                 | Giapponese        |         |
| 1  | Umaru e il fratello 「うまるとお兄ちゃん」 - Umaru to onii-chan                               | 8 luglio 2015     |         |
| 2  | Umaru ed Ebina 「うまると海老名ちゃん」 - Umaru to Ebina-chan                                 | 15 luglio 2015    |         |
| 3  | Umaru e la sua allieva 「うまると弟子」 - Umaru to deshi                                      | 22 luglio 2015    |         |
| 4  | Umaru e la sua rivale 「うまるとライバル」 - Umaru to raibaru                                 | 4 agosto 2015     |         |
| 5  | Umaru e le vacanze estive 「うまると夏休み」 - Umaru to natsuyasumi                           | 5 agosto 2015     |         |
| 6  | Il compleanno di Umaru 「うまるの誕生日」 - Umaru no tanjōbi                                  | 12 agosto 2015    |         |
| 7  | Il fratellone di Umaru 「うまるのお兄ちゃん」 - Umaru no onii-chan                            | 19 agosto 2015    |         |
| 8  | Umaru, il Natale e il Capodanno 「うまるとクリスマスと新年」 - Umaru to Kurisumasu to Shinnen | 26 agosto 2015    |         |
| 9  | Umaru e San Valentino 「うまるとバレンタイン」 - Umaru to Barentain                           | 2 settembre 2015  |         |
| 10 | Umaru, il presente e il passato 「うまると今と昔々」 - Umaru to ima to mukashi mukashi        | 9 settembre 2015  |         |
| 11 | Il giorno di Umaru 「うまるの日々」 - Umaru no hibi                                           | 16 settembre 2015 |         |
| 12 | Umaru e gli altri 「うまるとみんな」 - Umaru to minna                                         | 23 settembre 2015 |         |

Seconda stagione
| Nº | Titolo italiano (traduzione letterale) Giapponese 「Kanji」 - Rōmaji            | In onda          | In onda |
| Nº | Titolo italiano (traduzione letterale) Giapponese 「Kanji」 - Rōmaji            | Giapponese       |         |
| 1  | Il ritorno della himouto 「干物妹の帰還」 - Himōto no kikan                     | 8 ottobre 2017   |         |
| 2  | Umaru e Alex 「うまるとアレックス」 - Umaru to Arekkusu                         | 15 ottobre 2017  |         |
| 3  | Umaru e i suoi amici 「うまると友達」 - Umaru to tomodachi                      | 22 ottobre 2017  |         |
| 4  | Un party assieme a tutti 「みんなとパーティー」 - Minna to pātī                 | 29 ottobre 2017  |         |
| 5  | Il viaggio di lavoro del fratellone 「お兄ちゃんの出張」 - Onii-chan no shutchō | 5 novembre 2017  |         |
| 6  | Umaru e i sogni 「うまると夢」 - Umaru to yume                                  | 12 novembre 2017 |         |
| 7  | Umaru e i parchi divertimento 「うまると遊園地」 - Umaru to yūenchi             | 19 novembre 2017 |         |
| 8  | Umaru e Hikari 「うまるとヒカリ」 - Umaru to Hikari                             | 26 novembre 2017 |         |
| 9  | Umaru e i ricordi 「干物妹と思い出」 - Umaru to omoide                          | 3 dicembre 2017  |         |
| 10 | Prima volta per tutti 「初めてのみんな」 - Hajimete no minna                    | 10 dicembre 2017 |         |
| 11 | Umaru e il cielo stellato 「うまると星空」 - Umaru to hoshizora                 | 17 dicembre 2017 |         |
| 12 | Tutti e Umaru 「みんなとうまる」 - Minna to Umaru                               | 24 dicembre 2017 |         |

#### Home video
Gli episodi della prima stagione di Himouto! Umaru-chan sono stati raccolti in sei volumi BD/DVD, pubblicati in Giappone per il mercato home video tra il 16 settembre 2015 e il 17 febbraio 2016.
| Volume | Episodi | Data di pubblicazione |
| ------ | ------- | --------------------- |
| 1      | 1–2     | 16 settembre 2015     |
| 2      | 3–4     | 21 ottobre 2015       |
| 3      | 5–6     | 18 novembre 2015      |
| 4      | 7–8     | 16 dicembre 2015      |
| 5      | 9–10    | 20 gennaio 2016       |
| 6      | 11–12   | 17 febbraio 2016      |

### Videogioco
Un videogioco di simulazione, intitolato Himōto! Umaru-chan: himōto! Ikusei keikaku (干物妹！うまるちゃん ～干物妹！育成計画～?) e prodotto da FuRyu, è stato pubblicato per PlayStation Vita il 3 dicembre 2015.